# Publilio Volerone
Publilio Volerone (Roma, ... – ...; fl. V secolo a.C.) è stato un politico romano.

## Biografia
Nel 473 a.C., consoli Lucio Pinario Mamercino Rufo e Vopisco Giulio Iullo, fu indetta una leva militare nella quale Publilio Volerone fu arruolato come soldato semplice, benché avesse già servito nell'esercito come centurione.
Alle sue rimostranze, prima intervennero i littori, che però finirono malmenati dallo stesso Publilio, quindi scoppiarono disordini tra la plebe, tali per cui i consoli dovettero rifugiarsi all'interno della Curia, rinunciando poi alla leva e ad ogni azione repressiva.
(Tito Livio, Ab Urbe condita libri, II, 55)
Per la notorietà guadagnata con questi fatti, l'anno successivo, nel 472 a.C. consoli Publio Furio Medullino Fuso e Lucio Pinario Mamercino Rufo, fu eletto tribuno della plebe. Come tale propose una legge per la quale i  tribuni della plebe fossero eletti dai comizi tributi, da cui erano esclusi i patrizi,  privandoli così del potere di influenzare i risultati delle elezioni plebee. La proposta di legge, la Lex Publilia Voleronis, non fu votata quell'anno, per i forti dissidi tra patrizi e plebei, e per il sopraggiungere di una pestilenza a Roma.
Fu però eletto tribuno anche per l'anno successivo, il 471 a.C. consoli Appio Claudio Sabino Inregillense e Tito Quinzio Capitolino Barbato, per portare in votazione la proposta di legge, come poi fece, attribuendo ai comizi tributi anche l'elezione degli edili.
La proposta di legge, fortemente osteggiata da Appio Claudio e da parte dei senatori, alla fine arrivò in votazione al Senato, che la promulgò come legge di Roma.